# ナデル・ガンドリ
ナデル・ガンドリ（Nader Ghandri）は、フランスのオーベルヴィリエ出身のサッカー選手。チュニジア代表。アジュマーンCSC所属。ポジションはディフェンダー。

## 経歴

### クラブ
フランスのオーベルヴィリエで生まれ、ユース時代はパリを拠点とする数々のチームで過ごした。
2013年、リーグ・ドゥのアルルと2年間契約を結んだ。
2021年8月30日、2年契約でクラブ・アフリカーンに復帰した。

### 代表
2015年、セネガルで開催された2015 U-23アフリカネイションズカップに23歳以下のチュニジア代表メンバーに招集された。
2019年6月7日、イラク代表との親善試合で、チュニジア代表として先発デビューを果たした。

## 代表歴

### 出場大会
- チュニジア代表
  - 2022 FIFAワールドカップ

### 試合数
- 国際Aマッチ 10試合 0得点（2019年-）[6]

| チュニジア代表 | 国際Aマッチ | 国際Aマッチ |
| 年             | 出場        | 得点        |
| -------------- | ----------- | ----------- |
| 2019           | 1           | 0           |
| 2020           | 0           | 0           |
| 2021           | 0           | 0           |
| 2022           | 8           | 0           |
| 2023           | 1           | 0           |
| 2024           |             |             |
| 通算           | 10          | 0           |